# Орасио Панчери
Орасио Панчери (шп. Horacio Pancheri) аргентински је глумац и модел.

## Биографија
Рођен је 2. децембра 1982. године у Ескуелу, Аргентина. Своју каријеру почео је као модел позирајући за часописе у Аргентини. 
У септембру 2012. преселио се у Мексико да студира глуму са Рене Переиром, а потом је примљен у Центар за уметничко образовање (шп. Centro de Educación Artística- CEA) у Телевиси на позив Еугениа Кобоа.
После дипломирања на CEA добио је своју прву улогу на мексичкој телевизији у серији Боја страсти (орг. El color de la pasión) где је играо младог Алонса Гаксиолу заједно са Аријадне Дијаз и Мишел Ренауд.
У новембру 2014. продуценткиња МаПат Лопез де Затараин (шп. MaPat L. de Zatarain) дала му је му шансу да заигра у серији Сенка прошлости (орг. La sombra del pasado) играјући Рената Балестероса и поново са Мишел Ренауд, а по први пут са Паблом Лајл, Алехандром Барос, Алексис Ајалом и Телмом Мадригал.
Године 2016. добио је своју прву главну улогу у серији Пут до одредишта (орг. Un camino hacia el destino) продуценткиње Натали Лартије (шп. Nathalie Lartilleux). У серији игра са Паулином Гото, Аном Патрициом Рохо, Рене Стиклером и Густавом Рохо.

## Приватни живот
Орасио има сина који се зове Беницио. Мајка његовог сина се зове Карла Паскуини, која живи са дечаком у Буенос Ајресу, у Аргентини. Био је у вези са глумицом Гретел Валдез, а такође је био у вези са глумицом и певачицом Арасели Арамбулом.

## Филмографија

### Теленовеле
| Година:   | Српски наслов:   | Оригинални наслов:         | Улога:                          |
| --------- | ---------------- | -------------------------- | ------------------------------- |
| 2014      | Боја Страсти     | El color de la pasión      | Алонсо Гаксиола Белтран (млађи) |
| 2014-2015 | Сенка Прошлости  | La sombra del pasado       | Ренато Балестерос Медрано       |
| 2016      | Пут до одредишта | Un camino hacia el destino | Карлос Гомез-Руиз               |

### Филмови
| Година    | Српски наслов | Оригинални наслов  | Улога           |
| --------- | ------------- | ------------------ | --------------- |
| 2015-2016 | /             | Pepito, sin salida | Алехандро Гаске |